# Hagakure
Das Hagakure (jap. 葉隠, wörtlich Hinter den Blättern), auch als Ehrenkodex der Samurai bekannt, entstand zwischen 1710 und 1716 in Japan während der Edo-Periode.
Es wird allgemein angenommen, dass es von dem Samurai Tsunetomo Yamamoto, nachdem er Zen-Mönch geworden war, dem Schreiber Tashiro Tsuramoto diktiert wurde. Bei dem Werk handelt es sich um eine Sammlung von etwa 1.300 meist kurzen Lektionen, Episoden und Aufzeichnungen, die das tägliche Leben des Samurais betreffen und auch das Verhältnis von Fürst (Daimyō) und Gefolgsmann behandeln. Der Originaltext wurde bis heute nicht gefunden. Er zirkulierte zunächst handkopiert unter den jungen Samurai des Nabeshima-Clans in Hizen. Soweit bekannt, haben weniger als drei Dutzend Kopien die letzten fast dreihundert Jahre überstanden. Jede Kopie unterscheidet sich jeweils von der anderen durch Auslassungen, Ergänzungen und falsch abgeschriebene Worte. Als verlässlich gilt jedoch die „Yamamoto-Kopie“, die in der Präfekturbibliothek von Saga aufbewahrt wird.
Das Hagakure umfasst elf Bände. Yamamoto Tsunetomo wollte diese nicht veröffentlichen, doch die verschiedenen Kopien, die im Umlauf waren, verbreiteten sich schnell, da die Botschaft des Hagakure auf Interesse stieß. Besonders in der Zeit, in der die Samurai oft nur noch Aristokraten waren, stieß Yamamoto Tsunetomos Schrift über Bushidō, den Geist des Kriegers, auf große Zustimmung in einer Gesellschaft, die sich selbst von der Dekadenz bedroht sah. Über die Jahrhunderte wurde das Hagakure geliebt, verdammt und manchmal auch als „feudalistische Propaganda“ verboten. Nach dem Zweiten Weltkrieg wurde es durch verschiedene Autoren, die sich mit ihm befassten, wieder bekannt.
Neuere Autoren haben versucht, das Hagakure an die heutige Zeit zu adaptieren. Es gab auch Versuche, das Buch als Leitfaden für moderne Manager umzuarbeiten. Im Dritten Reich wurden Exemplare an Einheiten der Waffen-SS ausgegeben. Die verwandten Werke Das Buch der fünf Ringe des Samurai Miyamoto Musashi (1584–1645) und das vor über 2500 Jahren verfasste Die Kunst des Krieges von Sunzi werden heute in Management-Seminaren ähnlich hoch gehandelt. Allerdings galt im japanischen Kastensystem der „raffgierige“ Kaufmann als minderwertig; diese Ansicht wird auch im Hagakure vertreten.
Das Hagakure hat im Westen u. a. durch den 1999 produzierten Film Ghost Dog: The Way of the Samurai des US-Regisseurs Jim Jarmusch größere Bekanntheit erlangt. Es beeinflusste auch mehrere Werke und das Leben des japanischen Autors Yukio Mishima.

## Aufbau des Werks
Die elf Bände des Hagakure umfassen zusammen mit dem einführenden Kapitel „Ein besinnliches Nachtgespräch“:
- Band 1, 2: Lektionen
- Band 3: Geschichten über Nabeshima Naoshige, den Gründer des Nabeshima-Clans
- Band 4: Geschichten über Nabeshima Katsushige, den ersten Fürsten von Saga des Clans
- Band 5: Geschichten über Nabeshima Mitsushige und Nabeshima Tsunashige, den zweiten und dritten Fürsten des Clans
- Band 6: Alte Ereignisse und Aufzeichnungen des Clans
- Band 7–9: Geschichten über die Gefolgsleute des Nabeshima-Clans
- Band 10: Geschichten über die Gefolgsleute anderer Clans
- Band 11: Ergänzungen

## Die Philosophie des Hagakure

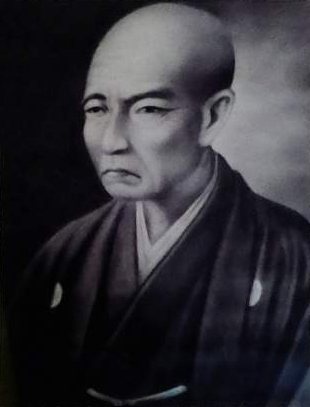
Tsunetomo Yamamoto

In Hagakure definiert Tsunetomo Yamamoto sowohl die philosophischen als auch die politischen und militärischen Aspekte seiner Auffassung des Bushidō. Yamamoto greift im Bereich der Philosophie die grundsätzlichen Inhalte des Humanismus an und erklärt diese als mit dem Bushidō unvereinbar. In Bezug auf Politik betrachtet er den Liberalismus noch ablehnender. Ein Samurai (wörtlich: Diener, "Knecht" (im Englischen steht knight für Ritter)) zeichne sich durch absoluten Gehorsam gegenüber seinem Fürsten aus; der Sinn seines Lebens sei der Dienst als Soldat oder Beamter. Dabei scheut er nicht davor zurück, auch die pazifistischen Inhalte des Buddhismus anzugreifen.

„Der loyale Gefolgsmann verwirklicht nicht seine eigene Existenz, sondern die seines Fürsten.“

„Sei darum voll entschlossen, diese Ziele zu erreichen, ohne im mindesten zu schwanken, selbst wenn die Lehren Buddhas oder der Götter dem entgegenstehen.“

Er fordert vehement eine Lebensführung basierend auf Funktionalismus sowie Elementen des Idealismus, um sein Karma, hier im Sinne der durch Prädestination festgelegten gesellschaftlichen Funktion, bestmöglich zu erfüllen. Daher wird für einen Samurai als Angehörigen des Militärs zwingend auch Militarismus, Gefolgsamkeit gegenüber den Traditionen und Paternalismus eingefordert.
Der Bewusstseinszustand eines solchen erstklassigen Samurai sei jedoch von jedem erreichbar, der dies konsequent genug verfolgt. Ferner sei es die Verpflichtung erfahrenerer Krieger, in diesem Sinne auf die geistige Reife jüngerer Mitglieder ihres Standes hinzuarbeiten.
In einigen Abschnitten hingegen fordert das Hagakure aktive Konfliktregulierung sowie Verständnis und Geduld für andere Menschen. Dies dient jedoch wiederum dem Funktionalismus, Konflikte mit den übrigen Samurai oder Angehörigen anderer Gesellschaftsklassen, die eine effektive Zusammenarbeit behindern können, zu vermeiden.
Der Philosophenzirkel Hagakure Society in Saga veröffentlicht Essays und Analysen, die sich mit der Philosophie des Hagakure in der Anwendung im alltäglichen Leben befassen. Dieses Gremium genießt international den Ruf der höchsten Sachkompetenz über das Hagakure.

## Hagakure als Sachliteratur in der Militärischen Ausbildung
Das Werk war in der Offiziersausbildung der Rikugun Daigakkō Pflichtlektüre, da es sowohl essentielle Grundlage der klassischen japanischen Militärsoziologie darstellt als auch die Bedeutung der individuellen Courage im Gefecht behandelt. Yamamoto legt besonderen Wert auf psychologische Kriegführung im Bereich der Taktik, deren Methoden nach seiner Auffassung jeder einzelne Soldat erlernen sollte. Diese umfassen:

### Kollektives Kriegsgeschrei
Durch den Schlachtruf Banzai soll dem Gegner und der eigenen Truppe die Lebenskraft, Mannschaftsstärke und moralische Festigkeit der angreifenden Soldaten vermittelt werden. Dies soll auf diese Art und Weise den Gegner demotivieren und zugleich die eigenen Männer ermutigen.

### Zurufen von Beleidigungen
Gefechtssituationen sind Momente höchster emotionaler Erregung, daher besonders anfällig für Provokationen. Durch das Zurufen von Beleidigungen und die Herabwürdigung der gefallenen Kameraden des Gegners soll dieser in Rage versetzt werden, so dass er seine Konzentrationsfähigkeit verliert und auch zu Vergeltungsaktionen provoziert wird, die seine taktische Lage verschlechtern (z. B. Verlassen einer Deckung).

### Überlegenes Auftreten
Jeder Soldat soll auch in höchster Gefahr stets überlegen auftreten, um so den Gegner zu demotivieren. Öffentliche Disziplin und überlegtes Vorgehen sollen vorhandene Zweifel und Minderwertigkeitsgefühle des Gegners erhöhen. Insbesondere einem Suizid bei ruhiger Geisteshaltung im Falle eines Scheiterns, den ein feindlicher Soldat aus nächster Nähe beobachtet, wird eine extreme Effizienz zur Einschüchterung zugeschrieben.

### Gegenseitige Motivation
Der Entwicklung von Angst und Minderwertigkeitsgefühlen in der eigenen Truppe soll durch gegenseitige Motivation entgegengewirkt werden. Jeder Soldat habe die Verpflichtung, seinen Kameraden geistigen und moralischen Beistand zu leisten, sie zu beruhigen und/oder vom unvermeidlichen Sieg der eigenen Streitmacht zu überzeugen.

## Hagakure und der Zweite Weltkrieg
Das Hagakure war nach dem Zweiten Weltkrieg gesellschaftlich diskreditiert. Insbesondere das berühmte Zitat Bushido, der Weg des Samurai, so habe ich herausgefunden, liegt im Sterben diente der Motivation von Kamikaze-Piloten.
Auch der Reichsführer SS Heinrich Himmler war von der Samurai-Kultur angetan und versuchte Elemente dieser Weltanschauung in der SS zu verbreiten. Rudolf Jacobsen, Regimentskommandeur der Waffen-SS, erinnerte sich später, dass Himmler immer wieder „die japanische Tradition der Samurai“ hervorhob, wenn es um die Ausbildung der SS ging. Außerdem ließ Himmler das Buch Die Samurai, Ritter des Reiches in Ehre und Treue von Heinz Corazza in einer Auflage von 52.000 Exemplaren mit einem von ihm verfassten Vorwort an die SS-Männer verteilen.